# (4083) Jody
(4083) Jody ist ein Hauptgürtelasteroid, der am 12. Februar 1985 von Carolyn Shoemaker vom Palomar-Observatorium aus entdeckt wurde.